# ICanHazPDF
#ICanHazPDF é uma hashtag usada no Twitter para solicitar acesso a artigos de periódicos acadêmicos que estão por trás de paywalls. Começou em 2011 pela cientista Andrea Kuszewski. O nome é derivado do meme I Can Has Cheezburger?.

## Processo
Os usuários solicitam artigos twittando o título de um artigo, o DOI ou outras informações vinculadas, como o link de um editor, o endereço de e-mail e a hashtag "#ICanHazPDF". Alguém que tenha acesso ao artigo poderá enviá-lo por e-mail. O usuário exclui o tweet original. Como alternativa, os usuários que não desejam publicar seu endereço de e-mail de forma clara podem usar mensagens diretas para trocar informações de contato com um voluntário que se ofereceu para compartilhar o artigo de interesse.

## Uso e popularidade
A maioria das solicitações é de artigos publicados nos últimos cinco anos, e a maioria dos usuários é de países de língua inglesa. As solicitações de artigos de biologia são mais comuns do que artigos de outros campos, apesar dos preços das assinaturas de química, física e astronomia serem, em média, mais altos do que os de biologia. Os possíveis motivos para as pessoas usarem a hashtag incluem a relutância dos leitores em pagar pelo acesso ao artigo e a velocidade do processo em comparação com a maioria dos empréstimos entre bibliotecas da universidade.

## Crítica
A prática de solicitar artigos às vezes é considerada "pirataria". No entanto, generalizações amplas sobre a legalidade ou ilegalidade do uso do ICanHazPDF são duvidosas, uma vez que muitos editores científicos permitem a distribuição de artigos de periódicos de alguma forma, e as políticas variam de editor para editor.